# Brian Leiter
Brian Leiter (* 1963 in New York City, New York) ist ein US-amerikanischer Philosoph und Jurist. Er hat derzeit den Karl-N.-Llewellyn-Lehrstuhl für Rechtsphilosophie an der University of Chicago Law School inne und ist Gründer sowie Direktor des dortigen Center for Law, Philosophy & Human Values.
Seine wissenschaftlichen Publikationen liegen vornehmlich auf den Gebieten der Rechtsphilosophie und der Kontinentalphilosophie, mit Schwerpunkten bei Nietzsche und Marx.
In der Rechtsphilosophie entwickelte Leiter eine Neuinterpretation des amerikanischen Rechtsrealismus, dem er einen vorausschauenden philosophischen Naturalismus zuschreibt. Er verteidigt zudem seine Konzeption einer „naturalisierten Rechtsphilosophie“ („naturalized jurisprudence“), die er in seinem Werk Naturalizing Jurisprudence (s. u. für Bibliographie) darlegte. Er ist Gründungsherausgeber der Buchreihe Routledge Philosophers und (gemeinsam mit Leslie Green) der Oxford Studies in Philosophy of Law.
Leiter ist Mitherausgeber des Oxford Handbook of Continental Philosophy (zusammen mit Michael E. Rosen). Er hat zahlreiche Arbeiten zum philosophischen Werk Friedrich Nietzsches verfasst, darunter einen Beitrag für die Stanford Encyclopedia of Philosophy, die Monographien Nietzsche on Morality und Moral Psychology with Nietzsche sowie den gemeinsam herausgegebenen Band Nietzsche and Morality.
Leiter war Gründungsherausgeber des Philosophical Gourmet Report, eines seit 1989 bestehenden Rankings philosophischer Graduiertenprogramme in der englischsprachigen Welt. Im Jahr 2014 berief er Berit Brogaard, Philosophieprofessorin an der University of Miami, zur Mitherausgeberin.
Leiter betreibt zudem drei Blogs: einen zur Philosophie (mit politischen Kommentaren), einen zur Rechtswissenschaft und einen zu Nietzsche. Sein Philosophie-Blog enthält sowohl fachphilosophische Nachrichten als auch Polemiken.

## Werke (Auswahl)
- Objectivity in Law and Morals (editor) (Cambridge University Press, 2001)
- Nietzsche on Morality (Routledge, 2002; 2nd edition, 2015)
- The Future for Philosophy (editor) (Oxford University Press, 2004)
- Naturalizing Jurisprudence: Essays on American Legal Realism and Naturalism in Legal Philosophy (Oxford University Press, 2007)
- Nietzsche and Morality (co-edited with Sinhababu) (Oxford University Press, 2007)
- The Oxford Handbook of Continental Philosophy (co-edited with Rosen) (Oxford University Press, 2007)
- Why Tolerate Religion? (Princeton University Press, 2013)
- Moral Psychology with Nietzsche (Oxford University Press, 2019)
- Marx (Routledge Philosophers, 2025) (with Jaime Edwards)